# Kaisar-i-Hind Medal

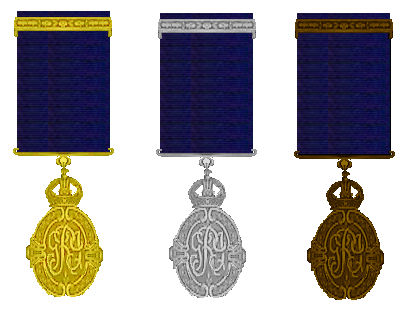
Kaisar-i-Hind Medal erster, zweiter und dritter Klasse

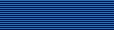
Bandschnalle der Kaisar-i-Hind Medal

Die Kaisar-i-Hind Medal for Public Service in India war ein zivile Verdienstmedaille, die zwischen 1900 und 1947 vom britischen Kaiser von Indien für öffentliche Verdienste verliehen wurde.

## Etymologie
Der Name Kaisar-i-Hind (Hindi क़ैसर-इ-हिन्द, Urdu قیصرِ ہند) bedeutet wörtlich „Kaiser von Indien“ in Hindustani. Das Wort Kaisar ist über das Urdu-Wort قیصرِ (Qaysar) und das griechische Καίσαρ (Kaísar) vom römischen Kaisertitel Caesar entlehnt.

## Stiftung und Geschichte der Auszeichnung
Die Medaille wurde am 10. April 1900 von Königin Victoria als Kaiserin von Indien gestiftet. Die Medaille konnte ohne Unterscheidung von Rasse, Beruf, Dienstrang oder Geschlecht an jede Person verliehen werden, die sich durch wichtigen und nützlichen Dienst für die Förderung der öffentlichen Interessen Britisch-Indiens verdient gemacht hatten.
Die Statuten zur Verleihungspraxis wurden am 8. Juli 1901 von König Eduard VII., am 9. Juli 1912 und 15. Dezember 1933 von König Georg V., sowie am 24. Juni 1938, 21. Dezember 1939 und 10. März 1945 von König Georg VI. geändert oder ergänzt.
Seit der Unabhängigkeit und Teilung Indiens in die Indische Union und Pakistan, 1947, wird die Medaille nicht mehr verliehen.
Besondere Bekanntheit erlangte die Verleihung der Medaille erster Klasse an Mohandas Gandhi, der diese am 9. Januar 1915 für seine Leistungen im Sanitätsdienst in Südafrika erhielt. Gandhi gab die Medaille am 2. August 1920 im Rahmen der Proteste gegen das Massaker von Amritsar und in Unterstützung der Khilafatbewegung zurück.

## Medaillenklassen
Die Medaille wurde zunächst in zwei Klassen verliehen. Die Medaille erster Klasse wurde unmittelbar vom Monarchen auf Empfehlung des Secretary of State for India verliehen. Die Medaille zweiter Klasse wurde vom Generalgouverneur bzw. Vizekönig von Indien verliehen. Wurde einer Person, die bereits Träger der Kaisar-i-Hind Medal war, diese Auszeichnung derselben Klasse ein weiteres Mal verliehen, so erhielt sie auf dem Ordensband eine Spange (sog. „Bar“). Eine Begrenzung dafür, wie oft jemand die Kaisar-i-Hind Medal erhalten kann, existiert nicht.
1933 wurde auch eine dritte Klasse der Medaille eingeführt, die wie die der zweiten Klasse vom Generalgouverneur und Vizekönig von Indien verliehen wurde. 1939 wurden die Kaisar-i-Hind Medals erster, zweiter und dritter Klasse in „Kaisar-i-Hind Gold Medal“, „Kaisar-i-Hind Silver Medal“ und „Kaisar-i-Hind Bronze Medal“ umbenannt.
Die Medaille wird gelegentlich mit KiH abgekürzt, die Empfänger hatten jedoch nicht das Recht einen entsprechenden Namenszusatz (post-nominal) zu führen.
In der Protokollarischen Rangordnung der Orden und Ehrenzeichen des Vereinigten Königreichs rangieren Träger des Kaisar-i-Hind Medal hinter Mitgliedern des Order of British India und vor Mitgliedern des Order of Saint John.

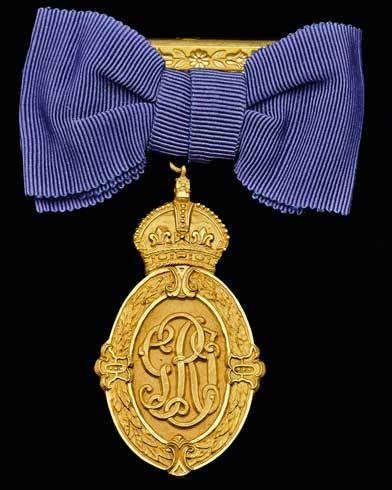
Kaisar-i-Hind Medal erster Klasse an einer Damenschleife

## Gestaltung und Trageweise des Abzeichens
Die Medaille bestand aus einem mit der Imperial Crown of India gekrönten ovalen Abzeichen mit dem Monogramm des jeweils regierenden Monarchen auf der einen Seite und den Worten „Kaisar-i-Hind Medal for Public Service in India“ auf der anderen Seite. Bei der Medaille war das Abzeichen aus Gold bzw. Silbervergoldung, bei der Medaille zweiter Klasse aus Silber und bei der Medaille dritter Klasse aus Bronze. Die Medaille wurde an der linken Brust an einem dunkelblauen Band getragen. Frauen trugen die Medaille an einer dunkelblauen Damenschleife. Verliehene Spangen („Bars“) waren je nach Klasse der eigentlichen Medaille aus Gold, Silber oder Bronze. Seit 1945 erhielt die ausgezeichnete Person zu jeder verliehenen Spange auch ein Rosensymbol im selben Material, dass auf der Bandschnalle getragen wurde.